# George Dalrymple
George Augustus Frederick Elphinstone Dalrymple (* 6. Mai 1826 in Elphinstone, Aberdeenshire, Schottland; † 22. Januar 1876 in St Leonhards, Sussex, Schottland) war ein Entdeckungsreisender, öffentlich Bediensteter und Politiker in Australien. Mit seinen Expeditionen legte Dalrymple die Grundlagen für die Besiedlung des australischen Bundesstaates Queensland.

## Leben
George Dalrymple war der zehnte Sohn von Oberstleutnant Robert Dalrymple Horn Elphinstone of Aberdeenshire und seiner Frau Graeme, geborene Hepburn. Er verließ Schottland in den 1840er Jahren und wurde Kaffeepflanzer in Ceylon.
Nach Darling Downs in Australien kam er zwischen den Jahren 1856 und 1858. Mit einer Expedition wollte er bis zur Wasserscheide des Burdekin River. Hierfür startete von Rockhampton aus und erreichte das Gebiet von Bowen. Er unternahm mehrere Expeditionen: Beispielsweise bedeutend war die Expedition bis Port Denison und eine weitere, die den Auftrag hatte, die Stadt Bowen zu gründen. Er war erfolgreich und die Proklamation des Ortes Bowen erfolgte am 11. April 1861. Anschließend zog er sich aus staatlichen Aufgaben zurück, weil er mit den damit verbundenen umfangreichen Verwaltungsaufgaben und neuen gesetzlichen Regelungen unzufrieden war, krank wurde und die Kolonialregierung ausgebildete Entdecker einsetzte.
Im folgenden Jahr startete er mit mehreren Partnern ein eigenes Unternehmen. Die Gründung von Cardwell im Jahr 1864 geht auf Dalrymple und Arthur Scott zurück. Cardwell sollte als Hafen Bowen im Norden versorgen. Mit einer kleinen Expeditionsgruppe erreichte er das Weideland Valley of Lagoons.
Dalrymple verlor das Interesse an seinem Unternehmen, wollte in die Politik und verkaufte seine Anteile an dem Unternehmen. Im März 1865 wurde er zum Mitglied in der Legislative Assembly von Queensland gewählt. Er war Kolonialsekretär vom Juli bis zum August 1866 und es war beabsichtigt, ihn als Gouverneur der neuen britischen Kolonie Queensland einzusetzen. Dazu kam es aber nicht. Im November 1867 wurde er zum Mitglied der Royal Geographical Society gewählt. 1867 kandidierte er nicht mehr für das Parlament, ging nach Großbritannien zurück, um seine Gesundheit wiederherzustellen. 1869 kam er nach Queensland zurück. Er engagierte sich wieder als Geschäftsmann, was misslang und er wurde insolvent. Im Oktober 1871 erhielt er eine Anstellung in der öffentlichen Verwaltung, was ihm aufgrund seiner finanziellen Lage half. Im folgenden Jahr wurde er beauftragt eine Trasse für Telegrafenmasten über Seaview Range nach Cardwell zu erkunden. Im September 1873 führte er eine Entdeckungsreise von Cardwell aus an und erreichte im Oktober den Endeavour River. Als er fieberkrank nach Cardwell zurückkehrte, ging er nach Brisbane. Im Mai 1874 erkrankte er schwer und kehrte nach Schottland zurück. Dort verstarb unverheiratet am 22. Januar 1876 in St Leonhards in Sussex.

## Nachleben
Aufgrund seiner Expeditionen legte George Dalrymple die Grundlagen für die Erschließung von Queensland, deshalb tragen Orte oder Landmarken seinen Namen, beispielsweise der Dalrymple-Nationalpark, Mount Dalrymple, Dalrymple-Wahlbezirk, Verwaltungsbezirk Shire of Dalrymple und die untergegangene Stadt Dalrymple, die erste Stadt der frühen britischen Kolonie North Australia.